# Lycocerus akemiae
Lycocerus akemiae là một loài bọ cánh cứng trong họ Cantharidae. Loài này được Sato & Okushima miêu tả khoa học năm 1992.